# Белокански рејон
Белокански рејон (азер. Balakən rayonu), једна је од 78 административно-територијалних јединица Азербејџана. Налази се у северном делу земље. Административни центар рејона се налази у граду Белокани. 
Белокански рејон обухвата површину од 920 km² и има 91.100 становника (подаци из 2011). 
Административно, рејон се даље дели у 24 мању општину.